# 中關村科技
中關村科技（全名北京中关村科技发展（控股）股份有限公司），是中國大陸北京市的一家医药制造公司。 黃光裕为股東之一，其妹黃秀虹為中關村科技之董事，黃光裕曾經考慮注入地產項目令中關村 成為國美控股地產項目旗艦。

## 历史
1999年公司成立，同年在深交所上市。2015年开始，公司转型发展向医药领域。
2020年11月2日中關村科技公布，斥資1.5億元人民幣向承租人北京威聯德骨科技術購入三批骨科醫療器械，並以1.58億元人民幣租回予承租人，年利率5.2%，租賃期為24個月。